# James Mayer Rothschild
James de Rothschild (ur. 15 maja 1792 we Frankfurcie nad Menem, zm. 15 listopada 1868 w Paryżu) –  francuski baron, bankier i członek wpływowej rodziny Rothschildów.
James de Rothschild był piątym synem i najmłodszym dzieckiem Amschela Mayera Rothschilda (1744–1812). Rothschild przeniósł się do Paryża w 1811 i rozszerzył w 1817 rodzinny interes poprzez otwarcie banku w Paryżu – de Rothschild Frères. Był doradcą dwóch królów Francji, stał się najpotężniejszym bankierem w kraju i po wojnach napoleońskich, odegrał znaczącą rolę w finansowaniu budowy kolei i przedsiębiorstw górniczych, które pomogły dokonać Francji przemysłowego postępu. Pomimo tego swoją przedsiębiorczość wykorzystywał w inwestowaniu w import herbaty i zakup winnicy, przez co stał się najbogatszym człowiekiem w ówczesnym świecie.
W 1822 roku James Rothschild wraz z czterema braćmi został nobilitowany do tytułu barona przez Franciszka II Habsburga. W tym samym roku został mianowany konsulem generalnym w Austrii, zaś w 1823 roku odznaczony francuską Legią Honorową II klasy.
W dniu 11 lipca 1824 roku we Frankfurcie nad Menem, James de Rothschild ożenił się z Betty Salomon von Rothschild (1805–1886); córką jego brata, Salomona Mayera von Rothschilda (1774–1855), z którą miał pięcioro dzieci:
- Charlotte (1825–1899) poślubiła Nathaniela de Rothschilda
- Mayer Alphonse (1827–1905)
- Gustave Samuel (1829–1911)
- Salomon James (1835–1864)
- Edmond Benjamin (1845–1934)